# 吉列尔梅·席密特
吉列尔梅·塞萨尔·席密特（葡萄牙語：Guilherme César Schimidt，2000年11月6日—），巴西男子柔道运动员，2023年泛美运动会男子81公斤级金牌得主和混合团体银牌得主、2024年夏季奥林匹克运动会混合团体铜牌得主。